# Rivalità calcistica Brighton-Crystal Palace
La rivalità tra Brighton & Hove Albion e Crystal Palace, a volte soprannominata dai media A23 derby o M23 derby, è la rivalità tra le squadre di calcio inglesi Brighton & Hove Albion e Crystal Palace.
Sebbene i due club abbiano giocato l'uno contro l'altro fin dal 1905, la rivalità non è diventata seria fino alla metà degli anni '70, anche se i due club furono accoppiati nelle partite del Jubilee Fund della Football League nel 1938 e nel 1939, organizzate per celebrare i 50 anni della Football League. Roy Hodgson, ex allenatore del Crystal Palace, ha dichiarato di non ricordare alcuna rivalità con il Brighton quando era tifoso del Palace negli anni '50 e '60. Le due squadre non si affrontarono dal 1963 fino al 1974, quando la prima partita del Palace nella Terza Divisione dopo 10 anni fu contro il Brighton. Il Palace perse e nella stagione successiva la loro prima sconfitta in campionato fu ancora contro il Brighton. Dopo aver fallito la promozione in entrambe le stagioni, nel maggio 1976 Terry Venables (33 anni) fu nominato allenatore del Crystal Palace e due mesi dopo, il suo ex compagno di squadra nell'Inghilterra e nel Tottenham Hotspur, Alan Mullery (34 anni) fu nominato allenatore del Brighton. Sotto la guida dei loro giovani e ambiziosi allenatori, entrambi i club, i due più seguiti nella divisione, salirono dalla Terza Divisione alla Prima Divisione nel giro di tre anni.
Le due squadre sono insolitamente distanti per una rivalità calcistica inglese, ma fino a quando il Crawley Town non fu promosso nella Football League nel 2011, il Crystal Palace era il club della Football League più vicino al Brighton, circa 40 miglia a nord. Il Portsmouth, si trova a 50 miglia di distanza, e il Gillingham a 74 miglia. I nomi "A23 derby" e "M23 derby", talvolta utilizzati dai media, derivano dalla strada A23 e dall'autostrada M23 tra il Sussex e il sud di Londra. Sebbene l'A23 colleghi Brighton a Croydon (dove si trova lo stadio del Crystal Palace), la M23 non collega direttamente nessuna delle due località, passando tra la M25 e Crawley. Sebbene molte fonti mediatiche utilizzino questi nomi per riferirsi alla rivalità, essi non sono usati dai tifosi di nessuna delle due squadre.

## Storia
Brighton e Crystal Palace erano stati entrambi membri fondatori della Third Division della Football League nel 1920, dopo essersi trasferiti dalla Southern Football League insieme ad altri membri fondatori; i due club si erano incontrati in partite regolari della Southern League sin dal 1906. Durante gli anni '40 e '50, i club si affrontarono 21 volte in dodici anni, comprese due memorabili partite consecutive nel giorno di Natale e il Boxing Day del 1951. Tuttavia, l'animosità tra i tifosi delle due squadre emerse solo a metà-fine degli anni '70.
Le squadre non si erano incontrate per 11 anni, fino a quando giocarono l'una contro l'altra nella giornata inaugurale della stagione 1974-75 nella Third Division, con il Palace retrocesso dalla seconda divisione la stagione precedente. Il Brighton era allora allenato da Peter Taylor, dopo la recente partenza di Brian Clough, e il Palace da Malcolm Allison. Venne dispiegata una maggiore presenza di polizia per controllare i 26.000 spettatori, molto più del solito pubblico del Brighton, e ci furono numerosi arresti e scontri tra tifosi dentro e fuori dal Goldstone Ground, con l'eccessivo consumo di alcol. Il Brighton vinse 1-0, mentre il Palace vinse la partita di ritorno in quella stagione per 3-0.
La stagione successiva vide entrambi i club contendersi la promozione. La partita di campionato tra le due squadre a Selhurst Park si svolse davanti a una folla di oltre 25.000 spettatori, la più alta affluenza casalinga del Palace da due anni. Allison si lamentò del fatto che il Brighton avesse ottenuto la vittoria per 1-0 con tattiche eccessivamente fisiche. L'Evening Argus riportò che la partita si era svolta in un'atmosfera da partita di coppa con "l'energia e la grinta tipiche dei rivali mortali".
La partita di ritorno al Goldstone Ground vide oltre 33.000 persone stipate nello stadio per vedere una partita di terza divisione. Quella partita, che la squadra di casa vinse 2-0 con due gol di Sammy Morgan, è generalmente attribuita come l'origine dell'attuale soprannome del Brighton, 'Seagulls' (in precedenza erano conosciuti come "the Dolphins") – adottato ufficialmente dal club in seguito – poiché venne cantato sulle tribune come un contro-canto umoristico rispetto al coro "Eagles!" dei tifosi del Palace. La vittoria della squadra di casa fu oscurata da ulteriori disordini tra la folla, mentre l'arbitro Ron Challis minacciò di sospendere la partita a causa dei tifosi del Palace che lanciavano fumogeni e altri oggetti sul campo.
Entrambe le squadre mancarono di poco la promozione quell'anno. Nell'estate del 1976, Terry Venables divenne allenatore del Crystal Palace e Alan Mullery allenatore del Brighton. I due avevano trascorso del tempo insieme sul campo come giocatori del Tottenham, e Venables era secondo in comando rispetto alla capitaneria di Mullery al club; Mullery ha descritto questa dinamica di potere come una ragione per la rivalità tra loro. Mentre era al Tottenham, Venables pare non avesse un buon rapporto con il suo allenatore Bill Nicholson, credendo che avesse un atteggiamento negativo che "gli toglieva l'entusiasmo". Venables sentiva anche di non essere apprezzato dai tifosi degli Spurs, a differenza di Mullery, che era il favorito sia di Nicholson che dei tifosi.
Il primo incontro tra i club in quella stagione fu la partita di campionato al The Goldstone il 2 ottobre, che finì 1-1; durante la partita vennero lanciati fumogeni sul campo e il gioco venne interrotto tre volte durante l'incontro.
I club furono poi sorteggiati insieme nel primo turno della FA Cup, giocata il 20 novembre al The Goldstone; la partita finì 2-2. Dopo la partita, Mullery fu critico nei confronti del suo avversario, lamentandosi di quelle che percepiva come tattiche negative del Palace.
Si giocò un replay a Selhurst Park tre giorni dopo; la partita finì 1-1 dopo i tempi supplementari e le squadre dovettero affrontare un secondo replay. Il Brighton venne descritto come dominante in gran parte del gioco nei due incontri, che attirarono entrambi circa 30.000 spettatori. Questa cifra era un significativo aumento rispetto alle medie stagionali di entrambi i club, con il Palace che aveva una media di 15.925 spettatori in quella stagione e il Brighton di 20.197.
Il secondo replay, rinviato due volte a causa del maltempo, si svolse a Stamford Bridge il 6 dicembre. Il Palace passò in vantaggio dopo 18 minuti grazie a Phil Holder. Il Brighton dominò gran parte del resto della partita, con l'attaccante Peter Ward a cui venne annullato un gol poco dopo per un presunto fallo di mano, anche se Jim Cannon del Palace in seguito disse che ciò era avvenuto solo perché aveva spinto l'attaccante del Brighton. Al 78° minuto, il Brighton ricevette un rigore che venne trasformato da Brian Horton solo per essere annullato poiché l'arbitro Ron Challis giudicò che i giocatori fossero entrati nell'area di rigore. Horton riprese il rigore, ma questa volta venne parato dal portiere del Palace, Paul Hammond. La partita finì 1-0 per il Crystal Palace.
Dopo il fischio finale, Mullery si avvicinò a Challis per discutere la decisione e venne scortato fuori dal campo dalla polizia mentre faceva gesti osceni e urlava insulti ai tifosi del Palace sugli spalti. L'allenatore del Brighton avrebbe poi presumibilmente fatto irruzione nello spogliatoio del Palace, gettato cinque sterline a terra e detto a Venables: "La tua squadra non vale nemmeno questo." Mullery venne multato di 100 sterline dalla FA per aver disonorato il gioco.
Quella stagione entrambe le squadre vennero promosse, con il Brighton che finì secondo, due punti davanti al Palace. Il Brighton cambiò anche il suo soprannome ufficiale da "Dolphins" a "Seagulls", in diretta opposizione al soprannome "Eagles" del Crystal Palace.
La rivalità continuò con i club che si incontrarono con lo stesso obiettivo e gli stessi allenatori nella stagione 1977-78 e 1978-79, questa volta per contendersi un posto nella massima serie del calcio inglese.
Il Brighton concluse la stagione 1978-79 in testa alla classifica. Tuttavia, il Palace aveva ancora una partita da recuperare contro il Burnley a causa dei rinvii durante la stagione; il Palace vinse la partita, giocata davanti a 51.000 spettatori, e conquistò il titolo con un punto di vantaggio. Per la seconda volta in tre anni, i due club vennero promossi insieme. Il Palace vantava anche il dominio nei confronti diretti con il Brighton in quella stagione, dopo aver sconfitto il Brighton 3-1 a Selhurst, una vittoria che si rivelò fondamentale alla fine della stagione, mentre la partita di ritorno a febbraio finì a reti inviolate.
I due club si incontrarono successivamente nella massima serie del calcio inglese nella stagione 1979-80, e il Brighton si prese la rivincita all'inizio della stagione battendo il Palace 3-0 il giorno di Santo Stefano del 1979 al Goldstone.
Mullery afferma che la rivalità fu alimentata sia dalla competizione tra le squadre sia direttamente tra i manager. Terry Venables, con grande controversia, lasciò il Palace nel 1980 per il Queens Park Rangers, mentre Alan Mullery lasciò il Brighton nel 1981.
Entrambi i club vennero retrocessi dalla prima divisione nel giro di pochi anni, il Palace nel 1981 e il Brighton nel 1983. I due anni in cui il Brighton giocò in una divisione superiore al Palace dal 1981 al 1983 sono stati gli unici in cui il Brighton ha militato in una categoria superiore rispetto al Crystal Palace.
Mullery continuò ad allenare il Crystal Palace per due stagioni (1982-1984) e poi tornò al Brighton per la stagione 1986-87.

## Statistiche
Aggiornata al 3 febbraio 2024.
| Competizione                  | Totale | Vittorie del Brighton | Pareggi | Vittorie del Crystal Palace |
| ----------------------------- | ------ | --------------------- | ------- | --------------------------- |
| Division One / Premier League | 18     | 7                     | 8       | 3                           |
| Championship play-offs        | 2      | 0                     | 1       | 1                           |
| Division Two / Championship   | 20     | 7                     | 5       | 8                           |
| Division 3                    | 10     | 3                     | 2       | 5                           |
| Division Three (South)        | 54     | 21                    | 12      | 21                          |
| Totale campionato             | 104    | 38                    | 28      | 38                          |
| FA Cup                        | 5      | 2                     | 2       | 1                           |
| Division Three (South) Cup    | 2      | 0                     | 0       | 2                           |
| Full Members' Cup             | 2      | 1                     | 0       | 1                           |
| Southern League Division One  | 20     | 7                     | 7       | 6                           |
| United League                 | 4      | 1                     | 2       | 1                           |
| Western League                | 2      | 1                     | 0       | 1                           |
| Jubilee Fund                  | 2      | 0                     | 1       | 1                           |
| Totale                        | 141    | 50                    | 40      | 51                          |

## Risultati

### Campionato
| Nº  | Data       | Stadio           | Competizione                   | Squadra in casa | Risultato | Squadra in trasferta | Spettatori |
| --- | ---------- | ---------------- | ------------------------------ | --------------- | --------- | -------------------- | ---------- |
| 1   | 25/12/1920 | Goldstone Ground | Third Division 1920-1921       | Brighton        | 0 - 2     | Crystal Palace       | 14.000     |
| 2   | 27/12/1920 | The Nest         | Third Division 1920-1921       | Crystal Palace  | 3 - 2     | Brighton             | 22.000     |
| 3   | 19/09/1925 | Goldstone Ground | Third Division South 1925-1926 | Brighton        | 3 - 2     | Crystal Palace       | 11.738     |
| 4   | 10/03/1926 | Selhurst Park    | Third Division South 1925-1926 | Crystal Palace  | 2 - 1     | Brighton             | 5.871      |
| 5   | 01/09/1926 | Goldstone Ground | Third Division South 1926-1927 | Brighton        | 1 - 1     | Crystal Palace       | 7.209      |
| 6   | 01/01/1927 | Selhurst Park    | Third Division South 1926-1927 | Crystal Palace  | 2 - 0     | Brighton             | 14.346     |
| 7   | 17/09/1927 | Selhurst Park    | Third Division South 1927-1928 | Crystal Palace  | 1 - 1     | Brighton             | 13.557     |
| 8   | 28/01/1928 | Goldstone Ground | Third Division South 1927-1928 | Brighton        | 4 - 2     | Crystal Palace       | 4.494      |
| 9   | 22/12/1928 | Goldstone Ground | Third Division South 1928-1929 | Brighton        | 1 - 5     | Crystal Palace       | 3.899      |
| 10  | 04/05/1929 | Selhurst Park    | Third Division South 1928-1929 | Crystal Palace  | 1 - 0     | Brighton             | 22.146     |
| 11  | 19/10/1929 | Selhurst Park    | Third Division South 1929-1930 | Crystal Palace  | 2 - 2     | Brighton             | 13.882     |
| 12  | 22/02/1930 | Goldstone Ground | Third Division South 1929-1930 | Brighton        | 1 - 2     | Crystal Palace       | 11.530     |
| 13  | 11/10/1930 | Goldstone Ground | Third Division South 1930-1931 | Brighton        | 1 - 1     | Crystal Palace       | 9.730      |
| 14  | 14/02/1931 | Selhurst Park    | Third Division South 1930-1931 | Crystal Palace  | 0 - 1     | Brighton             | 16.986     |
| 15  | 09/09/1931 | Goldstone Ground | Third Division South 1931-1932 | Brighton        | 0 - 3     | Crystal Palace       | 11.175     |
| 16  | 16/09/1931 | Selhurst Park    | Third Division South 1931-1932 | Crystal Palace  | 2 - 0     | Brighton             | 12.071     |
| 17  | 31/08/1932 | Selhurst Park    | Third Division South 1932-1933 | Crystal Palace  | 5 - 0     | Brighton             | 13.704     |
| 18  | 07/09/1932 | Goldstone Ground | Third Division South 1932-1933 | Brighton        | 1 - 2     | Crystal Palace       | 9.302      |
| 19  | 11/11/1933 | Selhurst Park    | Third Division South 1933-1934 | Crystal Palace  | 2 - 1     | Brighton             | 10.562     |
| 20  | 24/03/1934 | Goldstone Ground | Third Division South 1933-1934 | Brighton        | 4 - 1     | Crystal Palace       | 5.356      |
| 21  | 08/09/1934 | Goldstone Ground | Third Division South 1934-1935 | Brighton        | 3 - 0     | Crystal Palace       | 10.560     |
| 22  | 19/01/1935 | Selhurst Park    | Third Division South 1934-1935 | Crystal Palace  | 3 - 0     | Brighton             | 11.189     |
| 23  | 15/01/1936 | Selhurst Park    | Third Division South 1935-1936 | Crystal Palace  | 4 - 0     | Brighton             | 3.039      |
| 24  | 04/04/1936 | Goldstone Ground | Third Division South 1935-1936 | Brighton        | 2 - 1     | Crystal Palace       | 5.879      |
| 25  | 07/11/1936 | Goldstone Ground | Third Division South 1936-1937 | Brighton        | 1 - 0     | Crystal Palace       | 7.768      |
| 26  | 13/03/1937 | Selhurst Park    | Third Division South 1936-1937 | Crystal Palace  | 2 - 0     | Brighton             | 16.255     |
| 27  | 16/10/1937 | Selhurst Park    | Third Division South 1937-1938 | Crystal Palace  | 3 - 2     | Brighton             | 19.121     |
| 28  | 26/02/1938 | Goldstone Ground | Third Division South 1937-1938 | Brighton        | 2 - 1     | Crystal Palace       | 9.707      |
| 29  | 22/10/1938 | Selhurst Park    | Third Division South 1938-1939 | Crystal Palace  | 1 - 0     | Brighton             | 18.999     |
| 30  | 25/02/1939 | Goldstone Ground | Third Division South 1938-1939 | Brighton        | 0 - 0     | Crystal Palace       | 7.146      |
| 31  | 11/09/1946 | Selhurst Park    | Third Division South 1946-1947 | Crystal Palace  | 1 - 0     | Brighton             | 11.988     |
| 32  | 03/05/1947 | Goldstone Ground | Third Division South 1946-1947 | Brighton        | 1 - 0     | Crystal Palace       | 6.957      |
| 33  | 14/10/1947 | Goldstone Ground | Third Division South 1947-1948 | Brighton        | 1 - 1     | Crystal Palace       | 10.240     |
| 34  | 12/04/1948 | Selhurst Park    | Third Division South 1947-1948 | Crystal Palace  | 0 - 0     | Brighton             | 16.463     |
| 35  | 16/10/1948 | Selhurst Park    | Third Division South 1948-1949 | Crystal Palace  | 0 - 2     | Brighton             | 15.170     |
| 36  | 12/03/1949 | Goldstone Ground | Third Division South 1948-1949 | Brighton        | 1 - 1     | Crystal Palace       | 15.413     |
| 37  | 07/01/1950 | Goldstone Ground | Third Division South 1949-1950 | Brighton        | 0 - 0     | Crystal Palace       | 13.289     |
| 38  | 11/02/1950 | Selhurst Park    | Third Division South 1949-1950 | Crystal Palace  | 6 - 0     | Brighton             | 13.973     |
| 39  | 23/09/1950 | Selhurst Park    | Third Division South 1950-1951 | Crystal Palace  | 0 - 2     | Brighton             | 17.800     |
| 40  | 03/02/1951 | Goldstone Ground | Third Division South 1950-1951 | Brighton        | 1 - 0     | Crystal Palace       | 6.790      |
| 41  | 25/12/1951 | Selhurst Park    | Third Division South 1951-1952 | Crystal Palace  | 1 - 2     | Brighton             | 15.323     |
| 42  | 26/12/1951 | Goldstone Ground | Third Division South 1951-1952 | Brighton        | 4 - 3     | Crystal Palace       | 24.228     |
| 43  | 23/08/1952 | Goldstone Ground | Third Division South 1952-1953 | Brighton        | 4 - 1     | Crystal Palace       | 23.905     |
| 44  | 20/12/1952 | Selhurst Park    | Third Division South 1952-1953 | Crystal Palace  | 2 - 1     | Brighton             | 9.922      |
| 45  | 13/03/1954 | Goldstone Ground | Third Division South 1953-1954 | Brighton        | 3 - 0     | Crystal Palace       | 19.312     |
| 46  | 28/04/1954 | Selhurst Park    | Third Division South 1953-1954 | Crystal Palace  | 1 - 1     | Brighton             | 12.439     |
| 47  | 13/11/1954 | Goldstone Ground | Third Division South 1954-1955 | Brighton        | 1 - 0     | Crystal Palace       | 16.440     |
| 48  | 02/04/1955 | Selhurst Park    | Third Division South 1954-1955 | Crystal Palace  | 1 - 0     | Brighton             | 11.814     |
| 49  | 10/09/1955 | Selhurst Park    | Third Division South 1955-1956 | Crystal Palace  | 1 - 2     | Brighton             | 20.159     |
| 50  | 14/01/1956 | Goldstone Ground | Third Division South 1955-1956 | Brighton        | 5 - 0     | Crystal Palace       | 13.602     |
| 51  | 19/04/1957 | Selhurst Park    | Third Division South 1956-1957 | Crystal Palace  | 2 - 2     | Brighton             | 15.514     |
| 52  | 22/04/1957 | Goldstone Ground | Third Division South 1956-1957 | Brighton        | 1 - 1     | Crystal Palace       | 11.382     |
| 53  | 23/11/1957 | Selhurst Park    | Third Division South 1957-1958 | Crystal Palace  | 2 - 4     | Brighton             | 15.757     |
| 54  | 22/03/1958 | Goldstone Ground | Third Division South 1957-1958 | Brighton        | 3 - 2     | Crystal Palace       | 19.517     |
| 55  | 01/09/1962 | Selhurst Park    | Third Division 1962-1963       | Crystal Palace  | 2 - 2     | Brighton             | 18.464     |
| 56  | 12/01/1963 | Goldstone Ground | Third Division 1962-1963       | Brighton        | 1 - 2     | Crystal Palace       | 11.807     |
| 57  | 17/08/1974 | Goldstone Ground | Third Division 1974-1975       | Brighton        | 1 - 0     | Crystal Palace       | 26.235     |
| 58  | 18/03/1975 | Selhurst Park    | Third Division 1974-1975       | Crystal Palace  | 3 - 0     | Brighton             | 18.799     |
| 59  | 23/09/1975 | Selhurst Park    | Third Division 1975-1976       | Crystal Palace  | 0 - 1     | Brighton             | 25.606     |
| 60  | 24/02/1976 | Goldstone Ground | Third Division 1975-1976       | Brighton        | 2 - 0     | Crystal Palace       | 33.300     |
| 61  | 02/10/1976 | Goldstone Ground | Third Division 1976-1977       | Brighton        | 1 - 1     | Crystal Palace       | 27.054     |
| 62  | 12/03/1977 | Selhurst Park    | Third Division 1976-1977       | Crystal Palace  | 3 - 1     | Brighton             | 28.677     |
| 63  | 22/10/1977 | Goldstone Ground | Second Division 1977-1978      | Brighton        | 1 - 1     | Crystal Palace       | 28.208     |
| 64  | 18/03/1978 | Selhurst Park    | Second Division 1977-1978      | Crystal Palace  | 0 - 0     | Brighton             | 26.305     |
| 65  | 07/10/1978 | Selhurst Park    | Second Division 1978-1979      | Crystal Palace  | 3 - 1     | Brighton             | 33.685     |
| 66  | 17/02/1979 | Goldstone Ground | Second Division 1978-1979      | Brighton        | 0 - 0     | Crystal Palace       | 23.795     |
| 67  | 26/12/1979 | Goldstone Ground | First Division 1979-1980       | Brighton        | 3 - 0     | Crystal Palace       | 28.358     |
| 68  | 05/04/1980 | Selhurst Park    | First Division 1979-1980       | Crystal Palace  | 1 - 1     | Brighton             | 31.466     |
| 69  | 27/12/1980 | Goldstone Ground | First Division 1980-1981       | Brighton        | 3 - 2     | Crystal Palace       | 27.367     |
| 70  | 18/04/1981 | Selhurst Park    | First Division 1980-1981       | Crystal Palace  | 0 - 3     | Brighton             | 18.792     |
| 71  | 26/12/1983 | Selhurst Park    | Second Division 1983-1984      | Crystal Palace  | 0 - 2     | Brighton             | 13.781     |
| 72  | 21/04/1984 | Goldstone Ground | Second Division 1983-1984      | Brighton        | 3 - 1     | Crystal Palace       | 15.214     |
| 73  | 15/09/1984 | Goldstone Ground | Second Division 1984-1985      | Brighton        | 1 - 0     | Crystal Palace       | 15.044     |
| 74  | 02/04/1985 | Selhurst Park    | Second Division 1984-1985      | Crystal Palace  | 1 - 1     | Brighton             | 8.025      |
| 75  | 01/01/1986 | Goldstone Ground | Second Division 1985-1986      | Brighton        | 2 - 0     | Crystal Palace       | 15.469     |
| 76  | 29/03/1986 | Selhurst Park    | Second Division 1985-1986      | Crystal Palace  | 1 - 0     | Brighton             | 9.124      |
| 77  | 26/12/1986 | Selhurst Park    | Second Division 1986-1987      | Crystal Palace  | 2 - 0     | Brighton             | 10.365     |
| 78  | 20/04/1987 | Goldstone Ground | Second Division 1986-1987      | Brighton        | 2 - 0     | Crystal Palace       | 10.062     |
| 79  | 26/12/1988 | Goldstone Ground | Second Division 1988-1989      | Brighton        | 3 - 1     | Crystal Palace       | 13.515     |
| 80  | 27/03/1989 | Selhurst Park    | Second Division 1988-1989      | Crystal Palace  | 2 - 1     | Brighton             | 14.384     |
| 81  | 26/10/2002 | Selhurst Park    | First Division 2002-2003       | Crystal Palace  | 5 - 0     | Brighton             | 21.796     |
| 82  | 25/03/2003 | Withdean Stadium | First Division 2002-2003       | Brighton        | 0 - 0     | Crystal Palace       | 6.786      |
| 83  | 18/10/2005 | Selhurst Park    | Championship 2005-2006         | Crystal Palace  | 0 - 1     | Brighton             | 22.400     |
| 84  | 20/11/2005 | Withdean Stadium | Championship 2005-2006         | Brighton        | 2 - 3     | Crystal Palace       | 7.273      |
| 85  | 27/09/2011 | Falmer Stadium   | Championship 2011-2012         | Brighton        | 1 - 3     | Crystal Palace       | 20.969     |
| 86  | 31/01/2012 | Selhurst Park    | Championship 2011-2012         | Crystal Palace  | 1 - 1     | Brighton             | 17.271     |
| 87  | 01/12/2012 | Selhurst Park    | Championship 2012-2013         | Crystal Palace  | 3 - 0     | Brighton             | 20.114     |
| 88  | 17/03/2013 | Falmer Stadium   | Championship 2012-2013         | Brighton        | 3 - 0     | Crystal Palace       | 28.499     |
| 89  | 28/11/2017 | Falmer Stadium   | Premier League 2017-2018       | Brighton        | 0 - 0     | Crystal Palace       | 29.889     |
| 90  | 14/04/2018 | Selhurst Park    | Premier League 2017-2018       | Crystal Palace  | 3 - 2     | Brighton             | 24.656     |
| 91  | 04/12/2018 | Falmer Stadium   | Premier League 2018-2019       | Brighton        | 3 - 1     | Crystal Palace       | 29.663     |
| 92  | 09/03/2019 | Selhurst Park    | Premier League 2018-2019       | Crystal Palace  | 1 - 2     | Brighton             | 24.972     |
| 93  | 16/12/2019 | Selhurst Park    | Premier League 2019-2020       | Crystal Palace  | 1 - 1     | Brighton             | 24.175     |
| 94  | 29/02/2020 | Falmer Stadium   | Premier League 2019-2020       | Brighton        | 0 - 1     | Crystal Palace       | 30.124     |
| 95  | 18/10/2020 | Selhurst Park    | Premier League 2020-2021       | Crystal Palace  | 1 - 1     | Brighton             | 0          |
| 96  | 22/02/2021 | Falmer Stadium   | Premier League 2020-2021       | Brighton        | 1 - 2     | Crystal Palace       | 0          |
| 97  | 27/09/2021 | Selhurst Park    | Premier League 2021-2022       | Crystal Palace  | 1 - 1     | Brighton             | 22.975     |
| 98  | 14/01/2022 | Falmer Stadium   | Premier League 2021-2022       | Brighton        | 1 - 1     | Crystal Palace       | 30.675     |
| 99  | 11/02/2023 | Selhurst Park    | Premier League 2022-2023       | Crystal Palace  | 1 - 1     | Brighton             | 24.827     |
| 100 | 15/03/2023 | Falmer Stadium   | Premier League 2022-2023       | Brighton        | 1 - 0     | Crystal Palace       | 30.933     |
| 101 | 21/12/2023 | Selhurst Park    | Premier League 2023-2024       | Crystal Palace  | 1 - 1     | Brighton             | 24.171     |
| 102 | 03/02/2024 | Falmer Stadium   | Premier League 2023-2024       | Brighton        | 4 - 1     | Crystal Palace       | 31.345     |
| 103 | 15/12/2024 | Falmer Stadium   | Premier League 2024-2025       | Brighton        | 1 - 3     | Crystal Palace       | 30.893     |
| 104 | 05/04/2025 | Selhurst Park    | Premier League 2024-2025       | Crystal Palace  | 2 - 1     | Brighton             | 24.564     |

### Coppe
| Nº | Data       | Stadio           | Competizione                     | Squadra in casa | Risultato   | Squadra in trasferta | Spettatori |
| -- | ---------- | ---------------- | -------------------------------- | --------------- | ----------- | -------------------- | ---------- |
| 1  | 26/11/1932 | Selhurst Park    | FA Cup 1932-1933                 | Crystal Palace  | 1 - 2       | Brighton             | 14.870     |
| 2  | 30/09/1936 | Selhurst Park    | Third Division South Cup         | Crystal Palace  | 3 - 2       | Brighton             | 2.822      |
| 3  | 10/12/1938 | Goldstone Ground | Third Division South Cup         | Brighton        | 2 - 3       | Crystal Palace       | 3.877      |
| 4  | 20/11/1976 | Goldstone Ground | FA Cup 1976-1977                 | Brighton        | 2 - 2       | Crystal Palace       | 29.510     |
| 5  | 23/11/1976 | Selhurst Park    | FA Cup 1976-1977                 | Crystal Palace  | 1 - 1 (dts) | Brighton             | 29.174     |
| 6  | 06/12/1976 | Stamford Bridge  | FA Cup 1976-1977                 | Brighton        | 0 - 1       | Crystal Palace       | 14.118     |
| 7  | 16/10/1985 | Selhurst Park    | Full Members Cup                 | Crystal Palace  | 1 - 3       | Brighton             | 2.207      |
| 8  | 18/02/1991 | Goldstone Ground | Full Members Cup                 | Brighton        | 0 - 2 (dts) | Crystal Palace       | 9.633      |
| 9  | 10/05/2013 | Selhurst Park    | Championship play-offs 2012-2013 | Crystal Palace  | 0 - 0       | Brighton             | 23.294     |
| 10 | 13/05/2013 | Falmer Stadium   | Championship play-offs 2012-2013 | Brighton        | 0 - 2       | Crystal Palace       | 29.518     |
| 11 | 08/01/2018 | Falmer Stadium   | FA Cup 2017-2018                 | Brighton        | 2 - 1       | Crystal Palace       | 14.507     |